# Sägekette

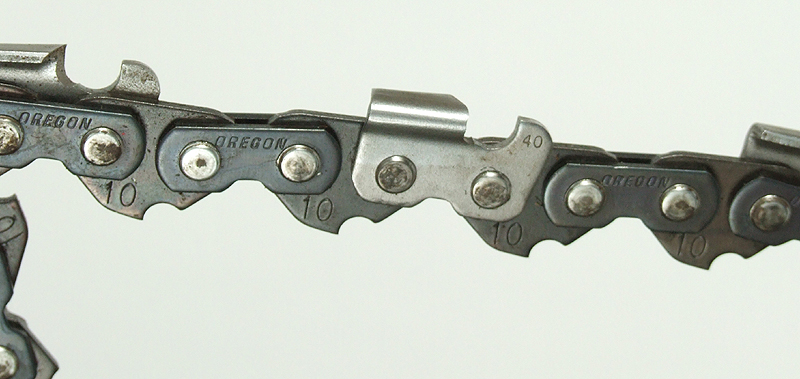
Sägekette

Eine Sägekette ist ein als Endloskette mit speziellen Schneidgliedern ausgeführter Bestandteil einer Kettensäge oder Kettenfräse, der den Materialabtrag im zu bearbeitenden Werkstoff durchführt.

## Ausführung

Teile einer Sägekette

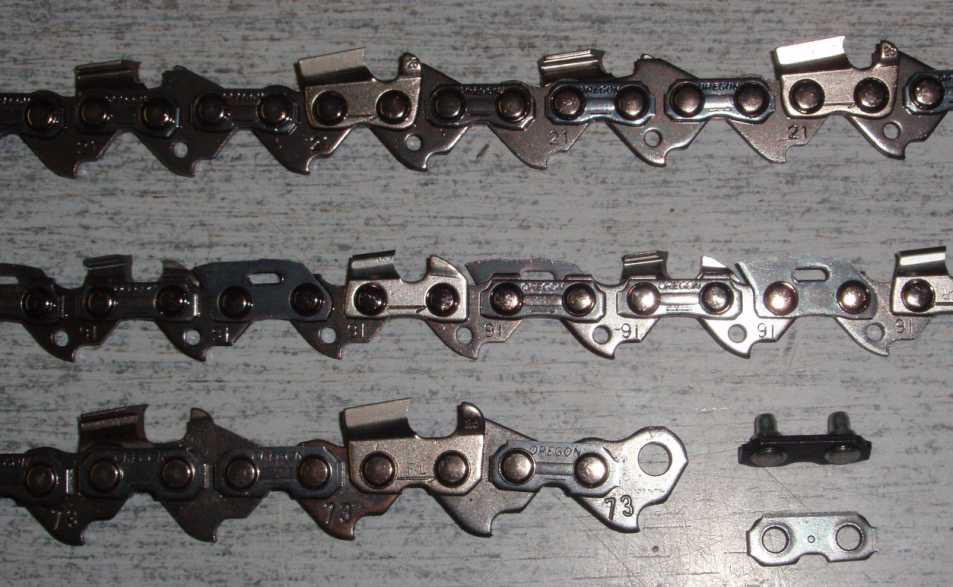
Sägeketten: Vollmeißelketten und Halbmeißelkette (Mitte)

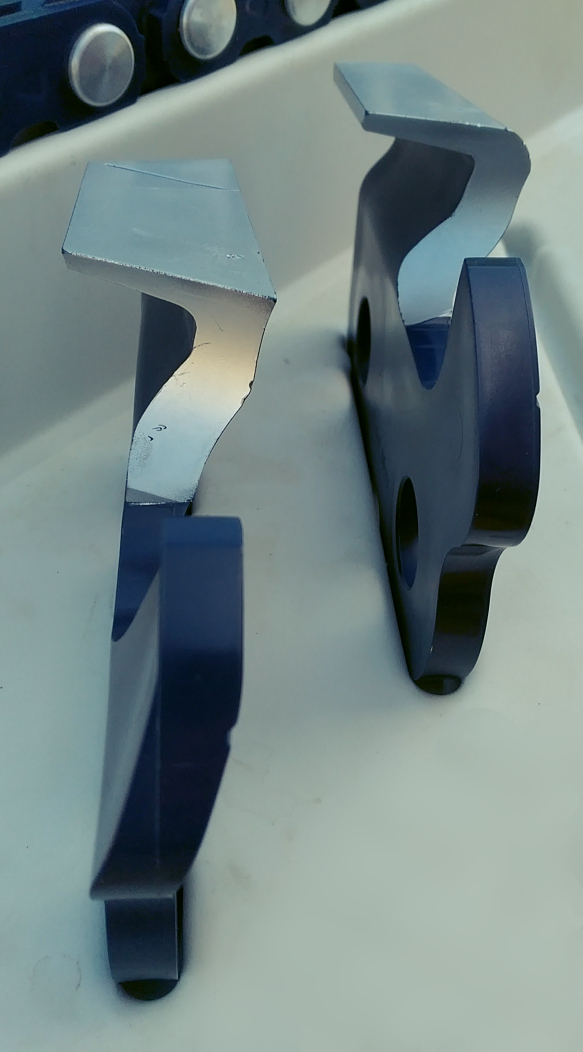
Profilform Voll- (links) und Halbmeißel einer Sägekette

Heutzutage sind bei Kettensägen fast ausschließlich sogenannte Hobelzahnketten im Einsatz.

### Kettenglieder
Die einzelnen Glieder der Kette (Treibglied, Verbindungsglied, Schneidglied) sind in der Folge Schneidglied links, Verbindungsglied, Treibglied, Verbindungsglied, Schneidglied rechts und Treibglied fest miteinander vernietet.
Funktionen der einzelnen Glieder:
Treibglied
überträgt die Antriebskraft vom Ritzel (hier auch Antriebsstern genannt) auf die Kette und sorgt durch die Mitnehmer für eine Verteilung des Kettenhaftöls auf der Schiene. Diese Mitnehmer sind hierzu dreiecksförmig zur Innenseite der Kette hin ausgebildet. Die Außenseite ist meist glatt. Es gibt jedoch auch Ketten, deren Treibglieder auf der Oberseite speziell geformte Gleitplatten haben, die für einen ruhigeren Schnitt sorgen.
Verbindungsglied
verbindet Treib- und Schneidglieder.
Schneidglied
ist für das Zerspanen des Holzes zuständig. Es ist auf der Unterseite glatt. Auf der Oberseite ist eine rechtwinklige Schneide mit vorlaufender Abstandsnase (Tiefenbegrenzer) ausgebildet. Das Zahndach (vorlaufend) hebt die Holzfaser an, die Zahnseite schneidet die Faser ab. Die Spandicke wird hierbei durch den vertikalen Abstand zwischen Tiefenbegrenzer und Schneidzahnoberkante bestimmt. Dieser Abstand sollte mit einer Tiefenbegrenzerlehre und einer Flachfeile auf ein korrektes Maß heruntergefeilt werden. Einige Ketten brauchen einen Tiefenbegrenzerabstand von 0,64 mm (0,025"); andere brauchen 0,56 mm (0,022"). Feilt man den Tiefenbegrenzer zu tief ab, wird die Spanstärke größer, allerdings wird die Motorkettensäge kraftmäßig überfordert und die Gefahr eines Rückschlageffekts steigt. Bei den Zähnen unterscheidet man Halbmeißel und Vollmeißel. Halbmeißel mit abgerundeter Seitenkante sind universell verwendbare Ketten, die auch kleinere Fehler beim Schärfen verzeihen, wohingegen Vollmeißel mit etwa 20 % höherer Schnittleistung meist für mittlere bis große Sägen im gewerblichen Bereich zum Fällen und Ablängen von sauberem Holz verwendet werden, da diese aufgrund der empfindlichen Spitzform des Schneidzahns bei schmutzigem Holz und Fremdkörperkontakt schneller abstumpfen und zum Schärfen viel Erfahrung oder geeignete Geräte erfordern. Halbmeißel haben bedingt durch den geringeren Materialabtrag einen geringeren Rückschlageffekt. Die Formgebung des Schneidgliedes ist entscheidend für das Schnittverhalten.
Die Winkel an den Schneidegliedern sind für das Arbeitsergebnis und die Betriebssicherheit sehr wichtig. So werden üblicherweise in den Unterlagen zu jeder Kettensäge und auch in den Unterlagen zu jeder Sägekette die folgenden Winkel explizit vorgegeben: Seitenplatten-Feilwinkel oder Schärfwinkel (80 – 85 – 90°), Zahndachwinkel oder Dachschneidenwinkel (30 – 35°), Brustwinkel (keine Angabe) und Feilführungswinkel (90°). In den Klammern stehen typische Beispielwerte. Diese Angaben sind wichtig, denn normalerweise wird die Sägekette vom Benutzer mehrfach nachgefeilt, also geschärft und von Beschädigungen aus dem Betrieb befreit, was durch die verschiedenen Winkel in mehreren Dimensionen nicht trivial ist. Die Industrie bietet daher verschiedene Schärfhilfen an, z. B. in Form von Lehren, welche magnetisch unter der Feile angebracht werden und dem Benutzer eine optische Vorlage zeigen.

### Maße
Sägeketten werden in den unterschiedlichsten Variationen hergestellt. So ist bei der Nutzung einer Sägekette die Kettenteilung, -breite und -länge zu beachten, deren Maße unbedingt einzuhalten sind.
Kettenteilung
Die Kettenteilung (in Zoll angegeben) ist der Abstand der Nietbolzen (in der Verbindungslasche) von Mitte zu Mitte gemessen. Zur Bestimmung der Teilung muss der Abstand von 3 hintereinander folgenden Nieten gemessen werden, dann durch 2 teilen = Kettenteilung. Angeboten werden 1/4", 3/8" (oder 0,375"), 3/8H, 0,325" und 0,404". Im Bereich der Holzbearbeitungsmaschinen gibt es teilweise noch gröbere Teilungen als die .404.
Kettenbreite
Das Maß der Kettenbreite entspricht der Stärke des Treibglieds = der Nutbreite in der Schiene. Angeboten werden 1,1 mm, 1,3 mm, 1,5 mm und 1,6 mm sowie 2,0 mm als .404"-Harvesterkette.
Kettenlänge
Die Kettenlänge wird teilweise in cm angegeben, aber auch die Anzahl der Treibglieder (z. B. 52 E für Endloskette oder 52 Tg für 52 Treibglieder) ist gebräuchlich.
Eine vollständige Angabe einer Sägekette wäre demnach z. B. 3/8" - 1,3 - 52E.

## Historische Ketten

### Risserzahn-2-Laschen-Kette bzw. Reiterkette

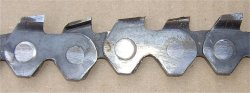
2-Laschen-Kette

Diese Kette wurde 1934 von Alfonso Lange, Altona-Hochkamp, für DOLMAR beim Reichspatentamt zum Patent angemeldet. Sie bestand aus 2 wechselnden Kettengliedern (Risserzahn), die auf einem mittigen Steg der Führungsschiene geführt wurden. Als Seitenanschlag (Führung) links und rechts fungieren hierbei die unterhalb der Nieten nach unten ausgezogenen Blechlaschen. Sie wurde bei den Dolmar-Sägen C, CL in 5 mm Stärke, bei der CK, CP und CF in 3 mm Stärke eingesetzt.
Diese Kette besteht aus 4 verschiedenen Gliedtypen: linkes Schneidglied (LS), rechtes Schneidglied (RS), linker Räumer (LR), rechter Räumer (RR). Die Anordnung als Endloskette war wie folgt: LS, RS, LS, RS, LS, RS, LR, RR, danach folgt die Wiederholung.
Die Schneidglieder haben nur die Aufgabe, die Holzfaser durchzutrennen. Das Entfernen des Sägemehls besorgen die Räumer. Sogenannte Reiterkette, das Pferd symbolisiert die Führungsschiene, der Reiter mit seinen beiden Beinen als Seitenführungen das Kettenglied, die Kette "reitet" auf der Schiene.

### AKCO-Kette

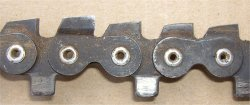
3-Laschen-Kette ACKO

Diese Kette wurde auf den Sägen B60, D60, N60 von A. Kühn Coswig/Dresden in der DDR eingesetzt. Sie ist eine 3-Laschen-Risserzahn-Kette.
Die Kettenteilung beträgt 15 × 15 mit 2 mm Treibgliedstärke. Neben den rechten und linken Schneidgliedern wird der außenliegende Teil des Treibgliedes als Räumglied eingesetzt.

### Mafell-Kette

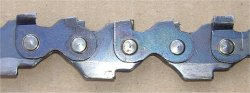
3-Laschen-Kette Mafell

Diese Kette sieht der heutigen modernen Hobelzahnkette schon sehr ähnlich, ist aber noch eine Risserzahnkette mit 3 Laschen (rechte und linke Schneidezähne und Treibglieder).
Vor den Schneiden sitzt zusätzlich noch ein Räumer, sodass diese Kette 3 Räumer hat (halblinks, mittig und halbrechts). Dieser Räumer wird bei den heutigen Hobelzahnketten als Tiefenbegrenzer benutzt.
Verwendung fand sie bei der Zimmermanns-Ablängkettensäge US50 von Mafell.

## Varianten
Sägeketten werden eingesetzt:
- bei Kettensägen zur manuellen Holzernte und Baumpflege, als Abbundsäge in der Zimmerei, außerdem in der Bildhauerei
- als Werkzeug bei Holzvollerntern zur maschinellen Holzernte
- als Ablängwerkzeug (Kappsäge) in Sägewerken
- bei Kettenstemmern (Kettenfräsen)
- bei der Handkettensäge (Sägekette mit zwei Handgriffen) mit bidirektionaler Zahnung
- als Trenn- und Fräswerkzeug bei Holzbearbeitungszentren (Bearbeitungsautomaten)
- in der Steinbearbeitung bzw. Steinbrüchen, um große Blöcke aus dem Fels zu sägen oder Blöcke in kleinere zu zerteilen
- bei der Gebäudesanierung (Horizontalsperre)
- bei Timbersports Wettkämpfen, Stihl Timbersports und Holzfällerwettbewerben

### Sonderformen

#### Hartmetallkette

Hartmetallkette

Solche Ketten werden von den Sägenherstellern in Rettungssägen verwendet und können Steine wie Gasbeton, Klinker, Sandstein, Gips und Weichblech trennen, da das Schneidglied über hartmetallbesetzte Zähne verfügt. Sie finden hauptsächlich im Bereich der Feuerwehr und des THW Verwendung, werden aber auch für gefrorenes oder stark durch Erde, Steine oder Metallteile (Nägel etc.) verschmutztes Holz wie gebrauchtes Bauholz oder alte Dachstühle verwendet. Es gibt als Konkurrenzprodukt eine Hobelzahnkette mit dreimal stärkerer Chromschicht als üblich. Versuche mit Kobaltlegierungen sind dagegen nicht zur Marktreife gelangt. Genau wie bei der Hartmetallversion tritt hier das Nachschärfproblem auf; hierfür eignen sich lediglich Diamant oder Siliziumkarbid.

#### Spezialkette

Spezialkette

Dieser Kettentyp wurde bei kleinen amerikanischen Kettensägen verwendet (McCulloch, Poulan) und bei der Dolmar 101 Super. Sie besitzt einen anderen Schneidezahn mit stark abfallendem Dach und wird ohne Demontage direkt in der Kettensäge durch einen an der Säge fest installierten und von Hand betätigten Schleifblock oder durch Aufstecken eines Kunststoffteils mit integriertem halbkreisförmigen Schleifstein auf die Schwertspitze bei (schnell-)laufender Kette geschärft.

#### Steinsägenkette
Diese Sägekette besteht aus Doppelkegel-Schneidkörpern, die jeweils mit einem Stahlseil verbunden sind. An der dicksten Stelle der Schneidkörper ist der Schneidwerkstoff, wie z. B. Diamant, eingearbeitet. Einzelne Schneidkörper sind auseinanderschraubbar. Hierdurch kann die Sägekette beliebig verkürzt oder verlängert werden.
Die Kette wird um den zu sägenden Block oder durch ein Loch gefädelt. Ein Treibrad setzt die Kette in Bewegung. Die Zugrichtung bestimmt den Verlauf des Schnittes. Während des Sägevorganges wird der Schnitt mit Wasser gekühlt und das abgetragene Gestein aus dem Schnitt gespült. Die Kette muss während des Schnittes kontinuierlich nachgespannt werden.